# 어우동
어우동(於宇同,1440년 ~ 1480년 10월 18일)은 조선 전기의 시인, 서예가, 작가, 기생, 무희였다. 그녀도 본래는 양반가 출신 여성으로 남편에게 이혼된 후 기녀가 되었으며, 조선 성종 때 조정의 고위 관료들이 연루된 성 스캔들 사건의 주인공이기도 하다. 본래는 왕족 태강수 이동의 아내였으나 태강수 이동에 의해 버림받았다. 시와 서화에 능하였으나 그녀의 작품은 대부분 인멸되거나 실전되었다.
일찍이 은장이(銀匠)을 불러 은기(銀器)를 만드는데 어우동이 은장이를 보고 좋아하여 거짓으로 계집종처럼 하고 나가서 서로 이야기하며 가까이하려고 했다. 그 사실이 알려져 어우동은 친정으로 쫓겨가게 되었다. 그러나 이는 누명이라는 반론도 제기되고 있다. 그 뒤 여러 남성과 사귀었고, 그의 시, 거문고 등의 재주를 높이 사서 당대의 명사와 유생, 부녀자들까지 그의 집에 수시로 출입하였다. 단순한 시문과 서신을 주고받는 사이와 연인 등 다양한 사람들이 존재했으며, 이혼한 뒤였는데도 왕족의 아내였다는 이유로 간통으로 몰려 죽게 된다.
1480년(성종 11) 어우동과 관련된 성문란 행태가 발각되어 김종직, 사림파, 이덕숭(李德崇) 등의 탄핵을 받고 어우동은 의금부에 잡혀갔다. 이때 풍기문란으로 문초를 당했으나 남성들은 모두 혐의를 부인했다. 그녀가 체포되었을 때 방산수 이난이 그를 변호하였고, 그의 권고로 사실을 밝혔다. 어유소, 노공필, 김세적, 김칭, 김휘, 정숙지 등의 사대부 고관인 남자들은 모두 혐의를 부인하였고 중인이었던 박강창, 홍찬 등은 하옥되었다. 조정에서는 이 사건을 두고 사형과 유배로 주장이 나뉘었으나 결국 사림파와 훈구파의 맹공을 받고 삼종지도(三從之道)를 문란하게 했다는 죄명으로 혼자 사사당했다. 조선조 최대의 스캔들 사건의 주인공이었으나 그녀와 통정한 인물들은 모두 사면되었고, 그녀만 사형당하여 동정여론이 일기도 했다.
시문과 작품을 남겼으나 음부의 작품이라는 이유로 소각되거나 파괴되었다. 유감동, 황진이, 이구지, 대방군부인 송씨 등과 함께 오래토록 부도를 어긴 여성의 대명사로 매도당하고 지탄받았다. 또한 희빈 장씨, 장녹수, 문정왕후 등과 함께 조선사회의 악녀의 한사람으로 비판받아오다가, 1910년(융희 4년) 대한제국 멸망 이후 복권되었다. 흔히 어우동(於宇同) 또는 어을우동(於乙宇同)이라 부른다. 본관은 음성(陰城)이다. 충청북도 음성군 음죽현 출신.

## 생애

### 생애 초반

#### 출생과 가계
어우동은 승문원 지사 박윤창(朴允昌)의 딸로서 충청북도 음성군 음죽현 출신이다. 정확한 출생년대는 알려져 있지 않았다. 본명은 박구마로, 어우동 또는 어을우동 등으로 불렸다. 용재총화에는 어우동(於于同), 실록에는 어을우동(於乙于同)이라 하였으며, 송계만록(松溪漫錄)과 대동시선, 해동시선, 연려실기술 등에는 어우동이라고 하였다.
아버지 박윤창은 음보로 관직에 올랐으며 세종11년 동진사시험에 합격하여 사예 등을 지내고 승문원지사에 이르렀다.
종실인 태강수 이동(泰康守 李仝)에게 출가해 외명부의 품계인 혜인(惠人)으로 봉작되었다. 그러나 그 후 어우동의 이름은 왕실 족보에서 삭제되었고, 친정어머니 정씨 역시 친정과 시댁의 족보에서 삭제되었으며, 어우동, 정씨, 박성근 사건 등으로 인해 박윤창 역시 족보에서 삭제되어 자세한 가계는 알려져있지 않다.
전설에 의하면 어우동에게는 일찍부터 마음에 두었던 이웃집 남자가 있었지만, 그 남자의 집안이 한미하여 부모가 반대하였고, 그녀는 눈물의 이별을 한다. 그 뒤 집안의 정략에 의해 종실인 태강수 이동과 결혼하게 된다.

#### 결혼과 이혼
태종의 서증손자 태강수(泰江守) 이동(李仝)과 결혼하였으며 번좌라는 딸이 태어났다. 이동은 세종의 둘째 형이며 태종의 차남인 효령대군의 다섯째 아들 영천군의 서자였다. 태강수와 결혼후 딸만 1명 얻었을 뿐 아들을 낳지 못하였다. 후사를 잇지 못한다는 이유로 어우동은 시댁의 무시와 냉대를 견뎌냈다.
그러던 중, 어우동은 딸 번좌와 함께 버려졌다.
그녀가 축출된 배경은 연경비라는 기생 또는 첩을 사랑해서 억지로 어우동의 허물을 잡아 쫓아내었다는 설과 어우동이 집에 은그릇을 만들려고 찾아온 은장이와 간통을 해서 이동이 쫓아냈다는 설 이 존재한다. 그러나 성종이 내린 판결에 따르면 이때 어우동의 간통사건은 무죄였고, 기생을 사랑한 남편 이동의 잘못으로 여겨져 이혼은 무효화되었다. 태강수 이동은 기생 또는 첩에게 빠져서 함부로 부인을 버린죄로 삭탈관직을 당했고, 부인과 재결합하라는 명령을 받았으나 이동은 이것을 거부했다. 그리고 팔은 안으로 굽는다고 종친이었던 이동은 몇개월뒤 관직을 되찾았고 어우동은 법적으로는 태강수의 부인이었지만 버림받은 처지가 되었다.

### 작품, 자유 연애 활동

#### 이혼 이후
그 뒤 어우동은 딸과 종을 데리고 친정으로 갔으나 아버지 박윤창이 받아주지 않아 길가에 집을 마련하고 거처하였다. 그러던 중 그가 홀로 앉아 슬퍼하며 탄식하자 한 계집종이 그를 위로하였다. "사람이 얼마나 살기에 상심하고 탄식하기를 그처럼 하십니까? 오종년이란 이는 일찍이 사헌부의 관리가 되었고 용모가 아름답기가 태강수보다 월등히 나으며, 신분도 천하지 않으니 배필을 삼을만 합니다. 주인께서 만약 생각이 있으시면 제가 불러오겠습니다."라고 했다.
어느 날 계집종이 오종년을 맞이하여 오니 어우동이 이를 맞이하였다. 그러나 나중에 오종년과도 결별하였다. 남편 이동에게 이혼당한 뒤 그는 오히려 수십 명의 선비, 조관 및 유생들과 관계를 가졌으며 그와 관계를 맺은 남자들과 그 당시 스캔들의 소상한 내용이 대동야승, 용재총화, 성종실록 등에 기록으로 남아 전한다. 이후 그는 정식으로 기녀 수업을 받고 기녀가 된다.
그 뒤 여종과 함께 기생 행세를 하며 기방에 출입하던 중 남편의 6촌인 세종의 서손자로 계양군의 서자 방산수(方山守) 이난(李瀾)을 만나 사귀게 된다. 방산수는 세종의 서자 계양군의 넷째 서자로 어우동은 춤과 시, 재색에 능했는데 이난은 어우동의 재색에 매료되어 이후 그녀를 자주 찾았다. 이난은 자신의 팔뚝에 어우동의 이름을 새기기까지 했다. 그 정이 매우 두터웠던 나머지 이난은 자기 팔뚝에 이름을 새기기를 청하여 먹물로 새겼다. 뒤에 체포되었을 때 끝까지 그녀를 변호하고, 선처를 호소한 인물은 방산수 이난이었다.

#### 작품, 문필 활동
그러나 성관계에만 국한되지 않고 시문과 가야금을 잘 다루고 춤을 잘 추었던 탓에 여러 문사들이 그녀를 보고자 직접 찾아오기도 했다. 그녀는 자신의 신분을 기생 혹은 내금위의 첩, 혹은 과부라 소개했고 이들 여러 남성과 양반들이 그의 집에 출입하였다. 모든 남성을 성적으로 유혹하지는 않았고 시문과 서신만을 주고받는 관계도 있었다.
어우동은 '감히' 글쓰기를 하며 세상에 도전한 주인공이 되었다. 기생이라는 신분을 이용해 수많은 남자들과 여염집 여자들이 꿈도 못 꾸는 자유로운 문우활동을 했다. 여자가, 기생이 글을 쓰고 서예를 한다고 사대부들이 비웃었지만 그는 계속 그림과 서예를 계속 했고, 사람들을 탄복시킬 정도로 실력을 갈고 닦았다.

#### 과거 급제자 희롱
그러나 어느 과거 급제자를 희롱한 일로 소문이 확산된다. 이미 더 이상 꺼리낄 것이 없는데다 대담해진 그녀 쪽에서 적극적으로 나서기도 했다. 한번은 과거에 합격하여 유가(遊街)를 하는 홍찬을 본 어우동은 문득 간통하고 싶은 마음이 일었다. 그 후 길에서 만나자 소매로 그의 얼굴을 슬쩍 건드렸다. 이에 홍찬이 그녀의 집으로 가 정을 통하기도 했다.
그 상대가 양반에만 국한된 것은 아니었다. 서리(書吏) 감의향이 길에서 어우동을 만나자 희롱하며 그녀의 집에까지 따라가 간통하기도 했다. 어을우동을 사랑하여 등판에 이름을 새겼다 한다. 이러한 자유분방한 생활은 마침내 조정에까지 알려졌으며, 풍속을 어지럽혔다는 이유로 체포당하게 된다.

#### 자유 연애 편력
그 뒤 남편의 8촌이자 정종의 아홉째 아들 석보군의 서손자인 수산수(守山守) 이기(李驥)를 만나 간통하게 된다. 이기는 그의 미모에 혹하여 어우동의 몸종을 불러내 누구의 딸이나 아내인가를 물었고, 여종은 내금위(內禁衛)의 첩(妾)이라고 하자, 이기는 어우동을 불러들였다.
이후 그밖에 내금위(內禁衛) 구전(具詮)·학유(學諭) 홍찬(洪燦)·생원(生員) 이승언(李承彦), 서리(書吏) 감의향(甘義享), 서리 오종련(吳從連)·감의형(甘義亨), 생도(生徒) 박강창(朴强昌)·양인(良人) 이근지(李謹之)·사노(私奴) 지거비(知巨非)와 간통하였다. 어유소(魚有沼)·노공필(盧公弼)·김세적(金世勣)·김칭(金偁)·김휘(金暉)·정숙지(鄭叔墀) 등도 거론되었고, 방산수 이난은 “어유소는 일찍이 어울우동의 이웃집에 피접(避接)하여 살았는데, 은밀히 사람을 보내어 그 집에 맞아들여 사당(祠堂)에서 간통하고, 뒤에 만날 것을 기약(期約)하여 옥가락지[玉環]를 주어 신표(信標)로 삼았습니다. 김휘는 어을우동을 사직동(社稷洞)에서 만나 길가의 인가(人家)를 빌려서 정(情)을 통하였습니다.”라고 진술했지만, 방산수 이난은 스스로 이것이 무고(誣告)였음을 밝혔다.
김휘는 어을우동을 사직동(社稷洞)에서 만나 길가의 인가(人家)를 빌려서 정(情)을 통하였다. 그러나 그녀의 행적을 우연히 접하게 된 승정원도승지 김계창의 추적과 줄기찬 탄핵이 있으면서 공론화되었다.
그녀는 자신의 마음의 든 사내에게는 특별히 자신의 이름을 문신하도록 강요했다. 전의감 생도였던 박강창은 팔뚝에 어우동이라는 글자를 새겨넣게 되었고, 서리 감의동은 등판에다가 사랑하는 여인의 이름을 새겨넣기도 했다. 또한 그녀가 가장 사랑하여 팔뚝에다가 그의 이름을 새겼다 한다. 그와 관계를 맺은 남자들과 당시 스캔들의 소상한 내용이 《용재총화》, 《성종실록》, 《대동야승》 등에 기록되어 전한다.
1480년(성종 11) 어우동의 연애 스캔들이 한성부내에 소문이 돌면서 진상을 요구하는 공론이 형성되었다. 김종직과 그가 이끄는 사림파 출신 사간원, 사헌부의 언관들과 훈구파에 의해 집중공격, 탄핵을 받고 의금부에 끌려갔다. 사림파와 일부 훈구파는 그를 계속 공격했고 사형에 처해야 된다는 주장을 하였으나 일부 훈구파와 종친들은 사형까지는 과하다 하여 중형이나 변방유배, 노비 정속 등을 대안으로 제시하였다.

### 생애 후반

#### 체포와 투옥
그녀를 어떻게 처벌할 것인가를 놓고 열띤 논의가 벌어졌다. 뿐만 아니라 그가 어떤 사람들과 간통했는가 하는 것도 관심사였다. 성종은 이를 불문율에 부치고 넘어가려 하였다. 그러나 신진 사림파 언관들은 매일 어을우동의 이름을 언급하여 공론화시킨다.
풍기문란으로 문초를 받았으나 어우동은 처음에는 혐의를 부인하였다. 옥중에 수감된 인물들은 양반에서 중인, 유생 등 다양한 계층이었다. 그의 집에 한번이라도 출입한 경력이 있으면 모두 체포되었다. 체포된 이들은 모두 혐의를 부인하였다. 그때 옥중에 있던 방산수 이난이 어을우동에게 이르기를 "예전에 유감동이 많은 간부로 인하여 중죄를 받지 아니하였으니, 너도 사통한 바를 숨김없이 많이 끌어대면 중죄를 면할 수 있을 것이다."하였다. 그러자 어을우동이 관계를 맺은 간부들의 이름을 늘어놓았다. 문초를 받은 관계자들만 하더라도 수십 명에 이르렀다. 이난은 그 자신도 혐의가 있었으나, 상소를 올려 성종에게 어을우동의 재주가 아까움을 들어 그의 석방을 건의하기도 했다.
그러나 유일하게 그를 변호하던 방산수 이난의 권고로 관계를 맺은 남자들을 모두 고하였지만 어유소, 노공필, 김세적, 김칭, 김휘, 정숙지 등의 사대부 고관인 남자들은 모두 혐의를 부인하였고 중인이었던 박강창, 홍찬 등과 생원, 진사 등은 하옥되었다. 성종은 적당히 유배나 투옥, 관비로 정속시키는 선에서 사태를 마무리지으려 하였다. 그러나 그녀의 행적을 문제삼은 김종직, 사헌부와 사간원 등은 이 문제를 계속 언급하여 공론화시켰다. 함께 국문장에 나타난 남성들은 모두 혐의를 부인하였다. 그러나 어우동은 내금위(內禁衛) 구전(具詮)·학유(學諭) 홍찬(洪燦)·생원(生員) 이승언(李承彦), 서리(書吏) 감의향(甘義享), 서리 오종련(吳從連)·감의형(甘義亨), 생도(生徒) 박강창(朴强昌)·양인(良人) 이근지(李謹之)·사노(私奴) 지거비(知巨非), 어유소·노공필·김세적·김칭·김휘·정숙지 등의 이름을 댔고, 국문장에 있던 방산수 이난 역시 어유소·노공필·김세적·김칭·김휘·정숙지를 지목했다. 혐의를 받은 남성들은 대부분 부인하였고, 방산수 이난(李瀾)만이 인정했으며, 이난은 어우동을 변호하고 어유소·노공필·김세적·김칭·김휘·정숙지를 지목하기도 했다.
그밖에 어우동의 집에 한번이라도 출입한 경력이 있는 선비와 성균관유생들, 부녀자들까지 모두 체포되어 의금부와 한성부, 형조 등에서 국문을 당했다. 사사로이 시문을 주고 받고, 그의 가야금, 거문고, 그림 재주를 보고 출입했던 이들 조차 체포되어 간통범이라는 의심을 받고 지탄당하게 되었다.

#### 기성 관료들의 공격
조정에서는 이 사건을 두고 사형과 유배로 의견이 나뉘었다. 승정원은 어우동의 죄를 대명률(大明律)의 ‘남편을 배반하고 도망하여 바로 개가(改嫁)한 것’에 비정해 교부대시(絞不待時: 늦가을까지 기다리지 않고 즉시 형을 집행하는 것)해야 한다고 주장했다. 이후 그녀를 처형해야 된다는 비난여론이 계속되었고, 성종은 귀양이나 유배로 형을 정하고 불문율에 부치려 하였으나 탄핵이 계속되었다.
심회는 "어을우동의 죄는 율을 상고하면 사형에 이르지는 않으나, 사족의 부녀로서 음행이 이와 같은 것은 강상(鋼常)에 관계되니, 청컨대 극형에 처하여 뒷사람의 경계가 되게 하소서"라고 극형을 주장했다. 윤필상도 "어을우동은 강상을 무너뜨렸는데도 죽이지 않으면 음풍이 어떻게 그치겠습니까? 남녀의 정은 사람들이 크게 탐하는 것이므로, 법이 엄격하지 않으면 사람들이 장차 욕정을 자행하여 정나라·위나라의 풍속이 이로부터 일어날 것이니, 이 여자를 극형에 처하여 나머지 사람들을 경계하소서"라고 했다.
행사헌부집의 이덕숭(李德崇) 역시 어우동을 공격하였다. 사건과 연관된 이난(李灡)·어유소(魚有沼) 등을 탄핵해 유배할 것을 요구했고, 어우동의 사형을 주장하였다. 김종직과 사림파 역시 그녀를 사형에 처해야 된다고 주장하였다. 사간원과 사헌부에서는 연일 어우동에 대한 공격 여론을 조성하였다.
사형은 과하다는 반론도 제기되었다. 김국광과 강희맹은 이렇게 의논하였다. "어을우동은 종실의 부녀로서 음욕을 자행하기를 다만 뜻에만 맞게 하여, 친척과 귀천을 가리지 않고 즐겨 서로 간통하면서, 이륜을 손상시킨 것이 이보다 심함이 없습니다. 마땅히 조종조의 법에 따라 중벌에 처하여 규문 깊숙한 속의 음탕하고 추잡한 무리들로 하여금 이것을 듣고서 경계하고 반성하게 함이 옳겠습니다. 중국 조정의 예에 의하여 저잣거리에 세워 도읍의 사람들로 하여금 모두 보고서 징계가 되게 한 연후에, 율에 따라 멀리 유배하소서."

#### 최후
어우동을 변호하는 인물로는 방산수 이난과 친어머니 정씨 등 소수였다. 김국광과 강희맹 등은 사형은 과하다 하여 유배 정도로 족하다고 하였다. 또한 그의 시, 거문고, 가야금, 춤 등의 재주가 뛰어났기에 죽이기에는 재주가 아깝다는 이유로 동정 여론이 나오기도 했다.
그러나 탄핵은 계속되었다. 특히 동부승지 김계창의 끈질긴 탄핵을 받게 된다. 조정에서는 이 사건을 두고 사형과 유배로 주장이 나누어졌으나 결국 성종은 승정원과 양사의 탄핵을 승인하여 1480년(성종 11년) 10월 18일에 삼종지도(三從之道)를 문란하게 했다는 죄명으로 군기감 앞에서 처형되었다. 그해 11월 13일에는 종부시의 상언으로 왕실의 족보인 선원록에서 그녀의 이름이 삭제되었다. 그러나 그와 간통했던 사람들은 가벼운 벌만 받았고, 어우동이 죽은 뒤 모두 사면되거나 실직에 복귀하였다. 어우동은 시문에도 뛰어나 많은 작품을 남겼으나 대부분 사라졌다.

### 사후
어우동은 사후 유감동, 이구지, 대방군부인 송씨와 함께 조선왕조가 멸망할 때까지 음녀의 대명사로 매도당하였다. 그녀의 시, 거문고, 가야금, 춤 등의 재주는 잊혀졌고, 다만 음탕한 여인의 대명사처럼 구전되어 왔다. 이후 야담과 소설 및 연극의 주인공으로 구전되거나 극화되었으며, 1897년(고종 34년) 광무 개혁 이후부터 연극과 구전 문학, 희곡, 영화 등의 소재로 활용되기 시작하였다. 1910년(융희 4년) 조선 멸망 이후부터 동정이나 재평가 여론이 나타났다.
어을우동과 간통한 혐의가 있던 남자들에 대한 처벌은 관대하였다. 여러 사람들의 이름이 거론되어 실제로 문초를 당하기도 했지만 대부분 죄가 면해졌다. 1482년 8월 8일 성종 13년의 실록에 의하면, 어을우동과 간통한 자들은 이미 모두 석방되었다.
여러 작품을 남겼으나 몇 수의 시조가 전한다. 권응인(權應仁)은 자신의 저서 《송계만록 (松溪漫錄)에 익명으로 언급된 어우동의 시로 여겨지는 부여회고시를 소개하면서 "음부(淫婦)이면서 이와 같이 시에 능하니, 이른바 재주는 있고 행실이 없는 사람이란 바로 이것이다."라고 하여 그의 시적 재능은 인정하면서도 폄하하였다. 시와 서화에 능하였으나 그의 작품들은 대부분 인멸되거나 하찮게 취급되다가 실전되었다.

## 시
玉淚丁東夜氣淸 / 구슬은 흘러 밤을 밝히고
玉淚丁東夜氣淸 / 구슬은 눈물처럼 흘러 밤을 밝히고
白雲高捲月分明 / 흰 구름은 높이 흘러가니 달빛은 더욱 밝아라
間房叔謐餘香在 / 한칸의 작은 방에는 님의 향기가 남아 있고
可寫如今夢裏情 / 꿈결같은 그리운 정, 그림으로 그려낼수 있겠네
扶餘懷古 (부여회고)
白馬臺空經幾歲 / 백마대 텅빈 지 몇 해가 지났는고
落花巖立過多時 / 낙화암은 선채로 많은 세월 지났네.
靑山若不曾緘黙 / 청산이 만약 침묵하지 않았다면
千古興亡問可知 / 천고의 흥망을 물어서 알 수 있으련만

## 평가 및 관점
불륜, 간통을 일으킨 범죄자라는 주장과 성리학적 도덕주의에 의한 희생양이라는 시각이 양립하고 있다. 1910년 조선 멸망 이후부터 각종 희극과 영화 등 예술작품의 소재가 되었다. 조선 멸망 직후부터 그녀가 먼저 남편에게 버림받았다는 점에 대한 동정 여론이 나타났으며, 2000년대 이후부터는 그녀를 피해자로 인식하는 견해가 대두되고 있다. 한편 어우동에 대한 기사는 성종실록에도 소상히 기록되어 있는데, 그것을 적은 사관(史官)들은 그 내용의 등재를 꺼려했다 한다.
규범을 거부한 조선여성의 한사람 으로도 평가된다. 또한 체제의 희생양이라는 시각도 존재한다.
그녀의 시는 작품성이 높이 평가되었으며 그림도 그렸으나 음란한 여성, 부덕을 어긴 여성의 한사람으로 지목되면서 대부분 인멸, 실전되었다. 송계만록에 전하는 시에는 익명으로 등재하여 비난을 우회적으로 피하기도 했던것으로 여겨지는 부여회고(扶餘懷古)라는 시로 일설에는 어우동이 지었다고하는 시(詩)가 실려 전한다. 대동시선에서도 그녀가 지은 ＜부여회고 扶餘懷古＞라는 시가 실렸으며, 송계만록의 글을 소개하였는데, “호서(湖西)의 창(娼)으로 농부의 딸이었으나, 단정하지 않아 그 시가 뛰어나나 싣지 못하는 바가 있다.”고 하였다.
이혼하였지만 '왕족의 아내로 그녀의 자유 분방한 성생활은 당시로서는 파격적인 것이었고, 유교 윤리를 표방하고 있던 조선 사회가 그녀를 포용할 수는 없었다.'는 시각도 있다.

## 가족 관계
남편 태강수의 딸 1명과, 아버지가 불명확한 아들 1명이 있었다. 친정오빠 박성근은 9년 뒤 어머니 정씨를 살해하여 논란이 되기도 했다.
- 친정아버지 : 박윤창(朴允昌)
- 친정어머니 : 정씨(鄭氏, 이름은 귀덕(貴德[17]), ? - 1488년(성종 19년) 6월 20일)
  - 친정 오빠 : 박성근(朴成根, ? - 1488년)
- 시조부 : 효령대군
  - 시아버지 : 영천군
    - 남편 : 태강수 이동
      - 딸 : 이번좌
      - 아들 : ?, 아버지 미상[18]

## 기타

### 사형 여부 논란
어우동을 처형한 것을 강상에 관련된 일이라며 당연하다 보았다. 그러나 사림파 관료인 김정국(金正國)은 엄한 형벌로 아랫사람을 교화하려는 것은 잘못이며, 어우동의 처형을 역시 합당하지 못한 것이라고 평가하기도 했다. 성종은 그녀를 살리려 하였으나 일부 강경 사림파들의 반대로 무산되었다.
당시 조선이 차용한 명나라의 형률인 대명률(大明律)에는 간통의 처벌 규정이 남녀 공히 장(杖) 80대였다. 처녀든 총각이든 혼인 외의 성관계를 가지면 간통이고, 간통에 대해서는 곤장 80대를 맞게 돼 있었다. 그런데 유부녀는 10대를 더해 90대 형이었다. 어우동도 원칙적으로는 장 90대 형이 적합했고, 당시는 이미 이혼한 상태였으므로 장 80대 형이 정확한 적용이었다.

### 사대부의 근엄성
어우동의 스캔들에 연루된 인물들 중 지거비를 제외한 인물들은 모두 조선조의 양반들로, 내금위장의 첩이라고 신분을 밝혔음에도 그를 데려간 왕족과 조상을 모시는 사당으로 데려가서 간통하는 등 근엄한 유학자, 유교적 도덕성을 이념으로 한 양반사회의 위선이 외부에 알려지는 계기가 되었다. 이는 공공연한 비밀이었는데 김종직 등 사림파의 상소를 통해 알려지게 되었다.

### 기타
- 그의 오빠 박성근은 자신의 어머니인 정씨를 살해했는데, 정씨의 살해 이유는 어려서 본 어머니의 간통 사실을 발고한 것이 원인이었다.[20]

| “ | 박성근은 전(前) 군수(郡守) 박윤창(朴允昌)의 아들이며 음녀(淫女)인 어을우동(於乙宇同)의 오라비다. 음죽현(陰竹縣)에서 살았으며, 그의 어미 정씨(鄭氏)도 또한 크게 음행(淫行)함이 있어서 박성근이 어렸을 때 사람들에게 말하기를, ‘나는 어미가 잠잘 때에 발이 넷이 있는 것을 보았다.’ 하였더니, 정씨가 이 연유로 하여 미워하고, 밤이 되면 반드시 박성근을 궤(樻) 속에 유폐(幽閉)시켰으며, 의복이나 음식은 비복의 소생과 다름이 없었다. 그가 장성함에 이르러 또한 토지와 노비를 적게 주어서 박성근이 이것을 원망하더니, 종형(從兄)집의 종 내은산(內隱山)·내은동(內隱同)과 공모(共謀)하고는 정씨가 그의 조카 정소(鄭韶)의 집에 가 있음으로 인하여 드디어 정씨의 종 왕석(往石)과 내은동·내은산 등을 강도같이 만들어 가서 죽였는데, 박성근이 정소(鄭韶)와 함께 꾀했다고 공초(供招)하였으므로 장신(杖訊) 중에 옥(獄)에서 죽었다. | ” |

- 그의 어머니 정씨는 '사람이 누군들 정욕(情慾)이 없겠는가? 내 딸이 남자에게 혹하는 것이 다만 좀 심할 뿐이다'라 하였다.
- 충청북도 괴산 갈읍리(葛邑里)에는 그곳에서 생산되던 '고추의 품질이 뛰어나 기생 어우동이 괴산청결고추 때문에 눈물을 흘렸다는 전설이 전해지기도 한다.[21]

## 대중 문화에 미친 영향
조선이 멸망할 때까지도 금기시되었으나 그의 미모와 재주는 회자화되어 많은 구전으로 전해졌다. 그 뒤 1910년 이후부터 각종 문학과 연극, 영화 등의 작품의 소재가 되었으며, 남한과 북한을 통틀어 그의 일생을 배경으로 하는 소설들이 많이 등장했다.
방기환(方基煥)(1979), 신봉승(1993), 황충기(2008), 김경민(2011)(이상 대한민국 작가) 등이 그를 일대기를 바탕으로 소설을 썼다. 또한 영화로도 제작되었는데, 1985년에는 이장호 감독, 이보희 주연의 《어우동》이 상영되고, 1987년에는 《요화 어을우동》이 김기현 감독, 김문희 주연으로 1987년 5월 개봉하였다. 2007년 SBS에서 그가 등장하는 드라마 《왕과 나》(배역:김사랑)가 방영되었다.

## 어우동을 연기한 배우들
- 이보희 - 1985년, 《어우동》, 영화
- 김문희 - 1987년, 《어을우동》, 영화
- 최지나 - 1994년, 《한명회》, KBS2 드라마
- 이옥주 -《일요일 일요일 밤에》, MBC 프로그램
- 김사랑 - 2007년, 《왕과 나》, SBS 드라마
- 송은채 - 2015년, 《어우동: 주인 없는 꽃》, 영화

## 같이 보기
| - 성리학 - 강상죄 - 태강수 - 방산수 - 밀성군 - 간통 - 영화 《어우동》 - 유감동 - 박성근 - 현주 이구지 - 서산군 - 양녕대군 | - 폐빈 봉씨 - 김종직 - 봉석주 - 박팽년 - 신숙주 - 임영대군 - 중비 - 학조 - 대방군부인 송씨 - 황진이 - 어유소 - 장녹수 | - 자유연애주의 - 여성해방운동 - 사육신 - 강순 - 남이 - 서경덕 - 신윤복 - 윤휴 - 나혜석 |

## 참고 문헌
- 성종실록
- 대동야승
- 송계만록
- 연려실기술
- 대동시선
- 지봉유설
- 금계필담
- 해동시선

## 관련 자료
- 강명관 (2004년 1월 5일). 〈누가 이 여인들에게 돌을 던지는가 | 감동과 어우동〉. 《조선의 뒷골목 풍경》 초 12쇄판. 서울: 푸른역사. ISBN 89-87787-74-5.
- 이덕일, 《이덕일의 세상을 바꾼 여인들》 (옥당, 2009)
- 김용삼, 《재미로 읽는 조선왕조실록 1》(월간조선사, 2004)
- 이상각, 《조선왕조실록:영광과 좌절의 오백년》 (들녘, 2009)
- 비키 레온, 《고대의 못 말리는 여자들》 (손명희 옮김, 도서출판 꼬마이실, 2005)
- 이덕일, 《여인열전》 (김영사, 2003)
- 이문철, 《통과의례와 성》(평단문화사, 2000)
- 배상열, 《조선비화 (조선왕조실록에서 찾은 뜻밖의 조선사 이야기》 (청아출판사, 2008)
- 이남희, 《클릭 조선왕조실록》 (다할미디어, 2008)
- 한국학중앙연구원, 《한국민족문화대백과》 (한국학중앙연구원, 1996)
- 한국사사전편찬회 엮음, 한국고중세사사전 (가람기획, 2007)
- 신봉승, 《어우동 상,중,하》 (갑인출판사, 1993)
- 심재완, 역대시조전서 (세종문화사, 1972)
- 김용숙, 이조여류문학 및 궁중풍속의 연구(숙명여자대학교출판부, 1970)
- 이응백․김원경․김선풍, 국어국문학자료사전 (한국사전연구사, 1994)
- 신봉승, 《신봉승의 조선사 나들이》 (답게, 1996)
- 함규진, 《역사법정》 (포럼, 2006)